# 佩勒·林德贝里
佩勒·林德贝里（瑞典語：Pelle Lindbergh，1959年5月24日—1985年11月11日），瑞典男子冰球运动员，场上位置是守门员。他曾代表瑞典参加1980年冬季奥林匹克运动会冰球比赛，获得一枚铜牌。